# Volutaria muricata
Volutaria muricata là một loài thực vật có hoa trong họ Cúc. Loài này được (L.) Maire miêu tả khoa học đầu tiên năm 1934.